# Copa Oswaldo Cruz 1961
Copa Oswaldo Cruz 1961 - turniej towarzyski o Puchar Oswaldo Cruz między reprezentacjami Paragwaju i Brazylii rozegrano po raz piąty w 1961 roku.

## Mecze
| 30 kwietnia Asunción |  | Paragwaj | 0 | - | 2 | Brazylia |

| 3 maja Asunción |  | Paragwaj | 2 | - | 3 | Brazylia |

## Końcowa tabela
| M | Reprezentacja | L.m. | Zw. | Rem. | Por. | Bramki | R.br. | Pkt |
| 1 | Brazylia      | 2    | 2   | 0    | 0    | 5:2    | +3    | 4   |
| 2 | Paragwaj      | 2    | 0   | 0    | 2    | 2:5    | -3    | 0   |

Triumfatorem turnieju Copa Oswaldo Cruz 1961 został zespół Brazylii.
Poprzedni turniej: Copa Oswaldo Cruz 1958, następny:Copa Oswaldo Cruz 1962.